# كورت (أين)
كورت (بالفرنسية: Courtes)‏ هي بلدية فرنسية تقع في إقليم الأين في فرنسا. رمز إنسي لها هو:1128. أما الرمز البريدي لها فهو: 1560.